# Anaktuvuk Pass
Anaktuvuk Pass is een plaats (city) in de Amerikaanse staat Alaska, en valt bestuurlijk gezien onder North Slope Borough.

## Demografie
Bij de volkstelling in 2000 werd het aantal inwoners vastgesteld op 282.
In 2006 is het aantal inwoners door het United States Census Bureau geschat op 251, een daling van 31 (-11,0%).

## Geografie
Volgens het United States Census Bureau beslaat de plaats een oppervlakte van
12,7 km², waarvan 12,5 km² land en 0,2 km² water.

## Plaatsen in de nabije omgeving
De onderstaande figuur toont nabijgelegen plaatsen in een straal van 144 km rond Anaktuvuk Pass.